# Luis Sabini
Luis Ernesto Sabini Fernández (Montevideo, 1938), es un periodista ecologista, editor, corrector, traductor y ensayista uruguayo, radicado en Buenos Aires desde 1973. En el período de las dictaduras rioplatenses, fue encarcelado por varios meses y luego se tuvo que ir de Buenos Aires y se exilió en Suecia durante el período de 1977 a 1986. Integrante de la Cátedra Libre de Derechos Humanos de la Facultad de Filosofía y Letras (UBA) en el área de ecología desde 1998 al 2013.

## Obra
Desde los años 1970 fue editor de Materiales (en Montevideo) y de la Editorial Proyección (Buenos Aires); y del periódico El Diente Libre (editada en Estocolmo durante los años de exilio); actualmente es editor de la página web de reflexión y análisis: ecología, política, epistemología Futuros (del planeta, la sociedad y cada uno…).
Selección de artículos y ensayos publicados:
- En Cuadernos de Marcha (Montevideo)
  - El liberalismo: nuevo caballo de batalla de la progresía,  no 127, mayo de 1997;
  - Acerca de la ideología de los que prescinden de toda ideología, no 130, agosto de 1997;
  - El racismo: nervio motor del american way of life (en tres ediciones, nos 142, 143 y 149, de 1997 y 1998);

- En Vera Donna (Montevideo)
  - Basura nuestra de cada día, n.º 14,  abril de 2001;
  - Ecoesquizofrenia, n.º 19, junio de 2002.

- En Futuros (Buenos Aires y Montevideo)
  - ¿Pasado socialista, futuro capitalista?, futuros, n.º 2, agosto de 2001;
  - Imperio o imperialismo, futuros, n.º 3, junio de 2002;
  - Poder tecnológico: ¿autonomía o heteronomía?, futuros, n.º 4, diciembre de 2002;
  - Tráfico de órganos: ¿leyenda urbana o mercantilización más que posible?, futuros, n.º 6, abril de 2004;
  - Celulosa y destino de país, futuros, n.º 9, otoño de 2006;
  - La ingeniería genética y el sueño o la pesadilla de la eugenesia, futuros, no 9, otoño de 2006;
  - ¿Achicar o esconder la basura?, futuros, n.º 11, primavera-verano 2007;

- En [El Abasto (revista mensual de Buenos Aires)  desde 1999 columnista de ecología.

- Artículos aparecidos en otras publicaciones:
  - El universo de los comisarios, Combate, Estocolmo, set. 1978.
  - Las nuevas formas de dominación en el Cono Sur americano, El diente libre, no 1, Estocolmo, 1980;
  - ¿Socialización del sexo, socialización del seso?, El diente libre, no 5/6,  1982;
  - Argentina. Mänskliga rättigheter: en bräcklig is som bara spricker, Arbetaren, no 48, Estocolmo, 1986;
  - Y con la basura, ¿qué hacemos?, Brecha, Montevideo, 16 de abril de 1989;
  - El cuerpo humano necesita repuestos, Crisis, Buenos Aires, abril de 1989;
  - Buenos Aires: todos somos medio Fangio, Crisis, junio de 1989;
  - La ciudad y los árboles: ¿una nueva campaña del desierto?, Uno mismo, Buenos Aires, julio de 1991;
  - CEE. La cara oculta de la integración: TREVI, El porteño, dic. 1991;
  - Homogeneización de la leche: ¿por salud o por dinero?, Uno mismo, 14/2/1992;
  - Aguas embotelladas, ¿en qué?, S.O.S. Vida, Buenos Aires, 1/6/1994;
  - Aditivos alimentarios autorizados: otra temible Triple A, Humor, Buenos Aires, febr. 1995;
  - ¿Génesis de una translógica o una lógica transgénica?, Revista del Sur, no 96/97, Montevideo, oct. 1999;
  - Tecnociencia: fetiche de nuestro tiempo, Ecoportal, Argentina, no 154, noviembre de 2004;
  - Soja y sometimiento, Biodiversidad, no 35, Montevideo, enero de 2003;
  - Porqué no me hice guerrillero en los sesenta, Relaciones, no 231, Montevideo, agosto de 2003;
  - Soja, pediatría... ¿esquizofrenia?, Ecoportal, no 158, abril de 2004;
  - ADN: ¿realidad o mito genético?, Relaciones, no 242, julio de 2004;
  - Antonio Negri i Argentina, Yelah tidningen, Estocolmo, 19/9/2004;
  - Serenísimamente poco saludables, www.rebelion, agosto de 2006;
  - Consideraciones sobre el caso palestino-israelí a partir del ciclo “Prácticas sociales genocidas” de la Cátedra Libre de Derechos Humanos, Fac. de Filosofía y Letras, Universidad de Buenos Aires, diciembre de 2006 (inédito; sólo divulgado en el ámbito de la cátedra);
  - Necro-combustibles: el mercado global. Ente sin gente, www.biodiversidadla.org, septiembre de 2007;
  - Sionistas por la pax, www.alaine.org, julio de 2007;
  - El eje Israel-EE. UU., www.rebelion.org, octubre de 2007
  - Del optimismo desarrollista a la realidad planetaria, Indymedia Argentina, enero de 2017

Principales traducciones:
- Janne Flyghed (Arbetaren, no 8, 2000) / Echelon: la red que todo lo oye y lo ve, futuros, no 1, Río de la Plata, noviembre de 2000
- Detlef Hartmann (AT, no 11, abril de 1995) / Bretton Woods y la relación entre desarrollo y genocidio, futuros,  no 1, nov. 2000;
- Magnus Hörnkvist (AT, Estocolmo, no 8, 1995) / Guerras de baja intensidad, Brecha, 5/12/96, del sueco;
- Mohammed Fazlhashemi (Arbetaren, no 5/2005) / Cuando la historia del mundo implosiona,  futuros no 8, invierno 2006, del sueco;
- Albert Meister (Éditions Anthropos, 1970) / ¿Adónde va la autogestión yugoeslava?, Editorial Proyección, Buenos Aires,  1975, del francés;
- Herbert Schiller (Le Monde diplomatique) / “Hacia una nueva era de imperialismo estadounidense”, Cuadernos de Marcha, Montevideo, abril de 1999, del francés;
- Jan Vaclav Majaiski (Alexandre Skirda (comp.), Le socialisme des intellectuels, Éditions du Seuil) /  “La conspiración obrera”, futuros, nos 1-2-3, 2000-2001, del francés;
- Michel Chossudovsky (www)/  “Cómo el BM y el PNUD distorsionan las nociones de  pobreza planetaria”, futuros, no 2, ago. 2001, del inglés;
- Edward S. Herman (Zmagazine, enero de 2002)/ “La limpieza étnica aprobada de Israel, futuros, nos 3, 4, 5 y 6, del inglés;
- Carmelo Ruiz-Marrero (www) / “El conflicto EE.UU-Europa” (alimentos transgénicos, OGMs), futuros, no 5, invierno de 2003, del inglés;
- Paul Harris (Yellow Times. Alternative News, 19/2/2003) / “La guerra de EE.UU. contra Europa”,  futuros, no 5, invierno 2003, del inglés;

Publicaciones.
- Trabajos integrados en ediciones de folletos, libros o enciclopedias:
  - En el libro Ciudadanía planetaria, Víctor Bacchetta (comp.), editado por la Fundación Friedrich Ebert y la IFEJ (Federación Internacional de Periodistas Ambientales), Montevideo, 1999:
- El mito de ALARA. La gran elasticidad de los límites de tolerancia a sustancias no alimenticias en los alimentos.
- Política de migraciones (sobre la cesión de componentes del envase a los alimentos).
- Derecho de información: el caso de los alimentos transgénicos.
  - Transgénicos: la guerra en el plato. La increíble y triste historia de la cándida Argentina y su tío desalmado, Sam. Editado por  UITA (Unión Internacional de Trabajadores de la Alimentación), 44 pp., Montevideo, 2000.
  - En distintas ediciones de la enciclopedia Guía del Mundo, (Instituto del Tercer Mundo, Penang-Montevideo) han aparecido varias notas, entre ellas:

- El concepto de utopía,
- La era del plástico,
- Migraciones tóxicas,
- Sociedad científica: ¿adónde va
- - Fichas de la Facultad de Filosofía y Letras (UBA):

- Relaciones entre limpieza étnica, migración forzosa y genocidio en el caso palestino-israelí, Buenos Aires, 2008.
- El planeta y nosotros: ¿la técnica para el hombre o el hombre para la técnica?, Buenos Aires, 2009.
- Modernización: nervio motor del sistema, Buenos Aires, 2011.
Libros de su autoría
- Genética y socialismo. La ideología configurando ciencia y política, Editorial Imago Mundi, 64 pp., Buenos Aires, 2008
- Futuros: contra una actitud autoindulgente ante el desastre planetario, Ediciones CICCUS, 272 pp., Buenos Aires, 2012.
- El racismo de la “democracia” israelí, Editorial Canaán, 298 pp., Buenos Aires, 2012.

- Datos: Q16594724